# Bruno Massot

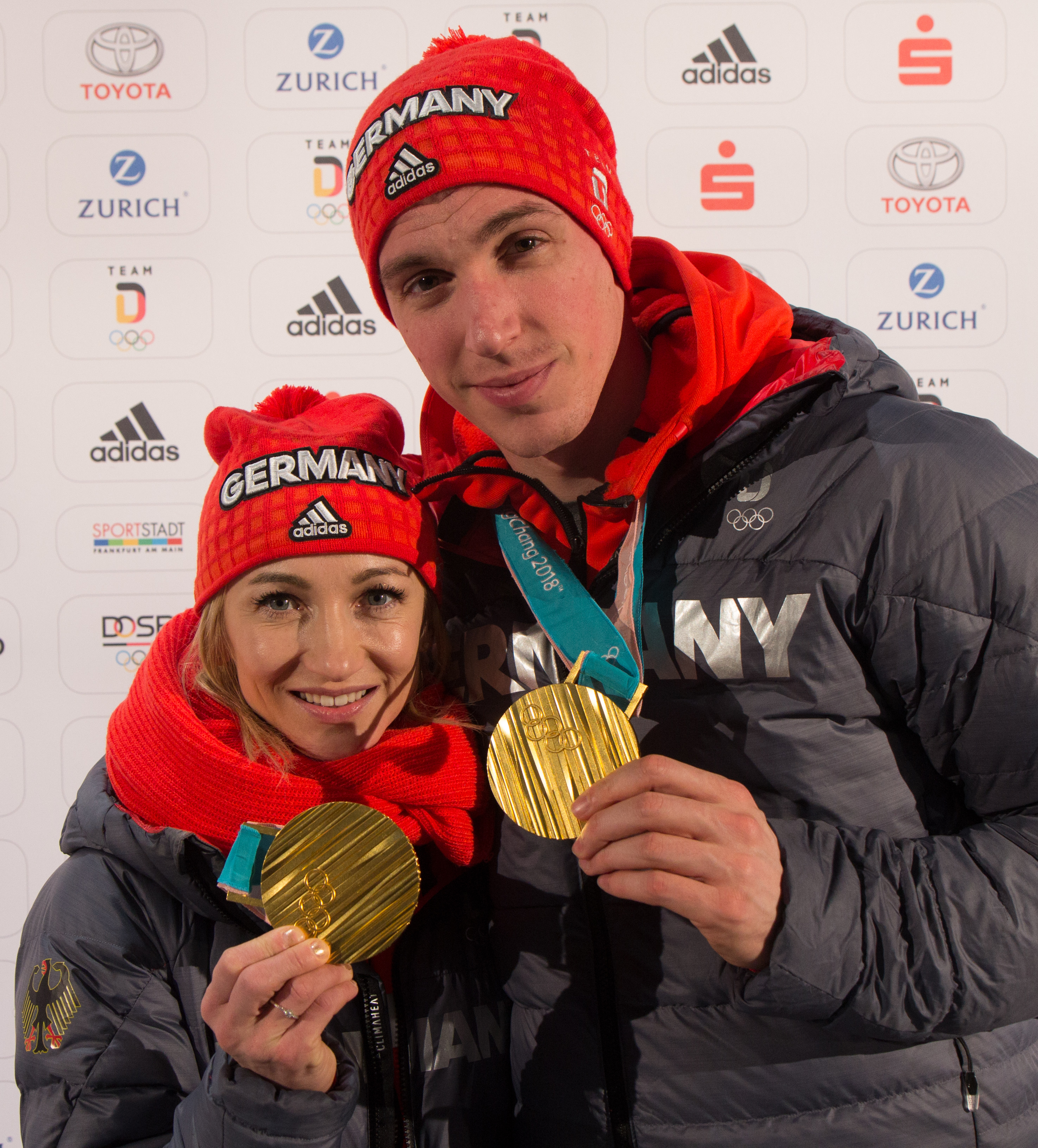
Aljona Savchenko und Bruno Massot, 2018

Bruno Massot (* 28. Januar 1989 in Caen) ist ein ehemaliger französisch-deutscher Eiskunstläufer, der im Paarlauf startete. Er wurde bei den Olympischen Spielen 2018 zusammen mit Aljona Savchenko für Deutschland Olympiasieger und in demselben Jahr Weltmeister.

## Werdegang
2012 wurde Massot mit seiner damaligen Partnerin Darja Popowa französischer Meister. Er begann im April 2014 mit Aljona Savchenko zu trainieren und zog nach Chemnitz um.
Am 28. September 2014 besiegelte Massot seinen Wechsel zur Deutschen Eislauf-Union. Ab dem folgenden Monat trainierte er mit Savchenko in Oberstdorf unter Alexander König. Die Freigabe erfolgte erst im November 2015 gegen eine Zahlung von 30.000 Euro an den französischen Eissportverband.
Der erste gemeinsame Wettkampf Massots und Savchenkos endete mit einem Sieg bei der Tallinn Trophy am 19. November 2015. Im Dezember 2015 wurden sie zum ersten Mal Deutsche Meister. Im folgenden Jahr wurde das Duo erstmals Vizeeuropameister. Massot gewann mit Savchenko bei der Weltmeisterschaft 2017 und der Europameisterschaft 2017 für Deutschland ebenfalls jeweils die Silbermedaille.
Im November 2017 erhielt Massot die deutsche Staatsbürgerschaft, nachdem er im dritten Anlauf den für die Einbürgerung erforderlichen Sprachtest bestanden hatte, und war somit fortan auch berechtigt, mit seiner Partnerin bei Olympischen Spielen zu starten. Nach einem Sieg beim Grand-Prix-Finale im Dezember 2017 fuhren Savchenko und Massot als Gold-Kandidaten zu den Olympischen Spielen 2018. Vor allem Savchenko formulierte das Ziel, die olympische Goldmedaille zu gewinnen, im Vorfeld auch öffentlich, nachdem sie diesen Titel bei den letzten zwei Austragungen mit ihrem vorherigen Partner Robin Szolkowy jeweils verpasst hatte.
Bei den Olympischen Winterspielen 2018 in Pyeongchang trat das Paar zunächst im Teamwettbewerb an. Nach einem Sturz Savchenkos beim dreifachen Wurf-Flip belegten beide im Kurzprogramm den dritten Rang, die Mannschaft kam in der Endabrechnung auf Rang sieben. Beim Paarlauf fünf Tage später lagen Savchenko und Massot nach dem Kurzprogramm wegen eines Fehlers von Massot zunächst auf dem vierten Platz. Massot sprang den Salchow nur zwei- statt dreifach, was mit einem Verlust von mehr als vier Punkten einherging und einen Rückstand von über fünf Punkten auf die führenden Chinesen Sui Wenjing und Han Cong bedeutete. Am nächsten Tag brillierten Savchenko und Massot allerdings mit einer fehlerfreien Kür, die mit einer neuen Weltrekordpunktanzahl von 159,31 Punkten bewertet wurde. Nachdem die danach laufende Konkurrenz dieses Mal Schwächen gezeigt hatte, wurden Savchenko und Massot mit dieser Leistung und weniger als einem halben Punkt Vorsprung Olympiasieger.

## Wechsel in die Trainerrolle
Im April 2021 gab Bruno Massot bekannt, dass er als Trainer für den französischen Eislaufverband in seiner Heimatstadt Caen ein Trainingszentrum für den Paarlauf aufbauen wird.

## Ergebnisse

### Paarlauf
(mit Aljona Savchenko)
| Meisterschaft / Jahr           | 2016    | 2017    | 2018    |
| ------------------------------ | ------- | ------- | ------- |
| Olympische Winterspiele        |         |         | 1.      |
| Weltmeisterschaften            | 3.      | 2.      | 1.      |
| Europameisterschaften          | 2.      | 2.      |         |
| Deutsche Meisterschaften       | 1.      | a.K.    | 1.      |
|                                |         |         |         |
| Grand-Prix-Wettbewerb / Saison | 2015/16 | 2016/17 | 2017/18 |
| Grand-Prix-Finale              |         |         | 1.      |
| Skate America                  |         |         | 1.      |
| Skate Canada                   |         |         | 2.      |
| Cup of Russia                  |         | 1.      |         |
| Trophée Eric Bompard           |         | 1.      |         |

a.K. = außer Konkurrenz
(mit Darja Popowa)
| Meisterschaft / Jahr         | 2012 | 2013 | 2014 |
| ---------------------------- | ---- | ---- | ---- |
| Weltmeisterschaften          |      |      | 15.  |
| Europameisterschaften        | 8.   | 7.   | 11.  |
| Französische Meisterschaften | 1.   | 2.   |      |